# Гагарин, Никита Григорьевич
Князь Никита Григорьевич Гагарин — рында, стольник и голова во времена правления Алексея Михайловича.
Из княжеского рода Гагарины. Средний сын князя Григория Петровича Гагарина. Имел братьев, князей: московского дворянина и воеводу Фёдора Григорьевича и завоеводчика Семёна Григорьевича.

## Биография
В Боярской книге показан в стольниках. В октябре 1651 года второй стольник у государева стола в Столовой палате. В мае 1654 года определён есаулом, который должен был ездить за Государем в русско-польской войне 1654-1667 годов. В мае этого же года послан из государева стана стоящего на Воробьёвых горах на Девичье поле, пропускать сотни через Москву-реку в государев стан. В июле, второй стольник в государевом стане в государевом шатре под Смоленском на Девичьей горе.
В марте 1655 года в походе из Москвы в Вязьму шестой есаул, ездил за Государём. В апреле этого же года в государевом Столовом шатре на Пасху второй стольник. В мае ходил в поход против войск Речи Посполитой в чине есаула, и послан из государева стана к боярину Василию Васильевичу Бутурлину и запорожскому гетману Богдану Хмельницкому с известием о разбитии гетмана Януша Радзивилла и Винцента Гасевского и о взятии Вильны.
В мае 1656 года есаул в походе из Москвы в Смоленск, а от туда под Ригу против шведов. В августе этого же года потчивал Крутицкого митрополита Питирима в государевом стане под Куконосом в его Столовом шатре.
В 1657 году третий рында в ферезе с топором при представлении Государю в Вязьме посланников от гетмана Гасевского, тоже в декабре при приёме посланников от Павла Сапеги.
В 1658 году рында в белом платье при приёме Государём в Золотой палате кизилбашского посла и гетманских польских посланников.
В сентябре 1659 года упомянут стольником у государева стола при богомольном походе царя в Троице-Сергиев монастырь. В мае этого же года рында в чёрном платье при представлении государю в Золотой палате датского посланника, а в июле польского гонца.
В феврале 1660 года рында в ферезе и топором при представлении Государю польского посланника. В апреле этого же года третий рында в белом платье при представлении Государю в Золотой палате Имеретинских послов. В мае второй стольник при большом государевом столе в Грановитой палате при грузинском царевиче Николае Давыдовиче. В июле отправлен в Новгород за ратными людьми, с коими по их сбору, указано идти в Полоцк к боярину и князю Ивану Андреевичу Хованскому.
В октябре 1661 года послан от Государя под Могилёв в село Губарево к боярину и князю Юрию Алексеевичу Долгорукому с милостивым государевым словом. В мае этого же года голова третьей сотни стряпчих при встрече за Земляным городом немецких послов.
В 1662-1663 годах неоднократно упоминается вторым стольником на различных государевых мероприятиях.
В июле 1663 года послан от Государя в Севск к окольничему князю Даниилу Степановичу Великогагину с милостивым государевым словом. а оттуда в Нежин к епископу Мстиславскому и Оршанскому с двумя сороками соболей, да к новоизбранному гетману Запорожских войск Ивану Мартыновичу Брюховецкому с гетманскими клейнодами: знаменем, булавою и двумя сороками соболей.

## Семья
От брака с неизвестной имел детей:
- Князь Гагарин Яков Никитич — в 1703 году показан в стряпчих.
- Князь Гагарин Никита Никитич — стольник и воевода.